# Woirel
Woirel es una comuna francesa situada en el departamento de Somme, en la región de Alta Francia.

## Demografía
| 42 | 37 | 38 | 29 | 29 | 24 | 54 |
| Para los censos de 1962 a 1999 la población legal corresponde a la población sin duplicidades (Fuente: INSEE [Consultar]) |    |    |    |    |    |    |